# Kraftwerk Mehrum
Das Kraftwerk Mehrum ist ein ehemaliges deutsches Steinkohlekraftwerk. Es liegt am Mittellandkanal in Mehrum in der Gemeinde Hohenhameln im Landkreis Peine.

## Beschreibung
Das Kraftwerk hatte in seinem letzten Ausbauzustand eine installierte Leistung von 750 MW bei einem Eigenbedarf von 60 MW, was einer maximalen Nettoleistung von 690 MW entspricht. Ab 1962 wurde ein erster Block errichtet und 1965 mit einer Leistung von 100 MW in Betrieb genommen. 1969 ging ein weiterer 100-Megawatt-Block in Betrieb. Diese beiden Blöcke wurden mit Erdgas und Schweröl befeuert. Der Block 3 wurde 1979 fertiggestellt. Für die Anlieferung dessen Betriebsstoffs Steinkohle wurde östlich des Kraftwerks am Mittellandkanal ein Kohlehafen eingerichtet. Der elektrische Nettowirkungsgrad des dritten Blocks betrug 40,5 %. Das Kraftwerk speiste seine produzierte Energie in das Übertragungsnetz von Tennet TSO ein und beschäftigte Stand 2022 130 Personen.
Der Schornstein des Kraftwerks ist 250 m hoch. Die Kohleanlieferung erfolgte über den Hafen Mehrum am nahen Mittellandkanal; ein Gleisanschluss bestand nicht.
Durch die Verbrennung entstanden pro Stunde 2,5 Millionen m³ Rauchgas und 24 Tonnen Flugasche. Zusätzlich zur Steinkohle wurden bis 2014 in der Anlage pro Tag 144 Tonnen Klärschlamm verbrannt.
2009 verkaufte E.ON seinen Anteil von 50 % am Kraftwerk aufgrund von Auflagen der Europäischen Kommission an die Stadtwerke Hannover. Die Kraftwerk Mehrum GmbH hatte dadurch von 2009 bis 2017 die beiden Gesellschafter
- Stadtwerke Hannover AG (83,3 % Anteil) und
- Braunschweiger Versorgungs-AG & Co. KG (16,7 % Anteil).

Im Jahr 2017 wurde bekannt, dass die Stadtwerke Hannover ihre Anteile am Kraftwerk an die tschechische Holding EPH verkauft haben. Grund war die fehlende Wirtschaftlichkeit des Kraftwerks. Nach Medienangaben schrieb es ca. 10 bis 15 Millionen Euro Verlust pro Jahr. Auch die Braunschweiger Versorgungs-AG verkaufte ihre Anteile im selben Jahr an die EPH, sodass diese nun alleiniger Eigentümer des Kraftwerks ist.

### Stilllegung nach Wiederinbetriebnahme
Im Frühjahr 2021 erhielt das Kraftwerk von der Bundesnetzagentur den Zuschlag für die Stilllegung im Rahmen des deutschen Kohleausstiegs. Damit wurde es zum 8. Dezember 2021 aus dem kommerziellen Betrieb genommen und hielt aus technischen Gründen Reservekapazitäten bis 2022 vor. Dann wurde bekannt, dass das Kraftwerk wieder regulär in Betrieb gehen sollte. Grund war die Gasdrosselung durch Russland im Zusammenhang mit dem am 24. Februar 2022 begonnenen russischen Überfall auf die Ukraine. Laut Bundeswirtschaftsminister Robert Habeck (Bündnis 90/Die Grünen) sollten für die Stromerzeugung mehr Kohlekraftwerke statt Gaskraftwerke zum Einsatz kommen, um die Gasspeicher für den Winter 2022/2023 befüllen zu können. Nachdem der Bundeswirtschaftsminister die zweite Stufe (Alarmstufe) des Notfallplans Gas ausgerufen hatte, war das Kraftwerk seit dem 1. August 2022 wieder in Betrieb. Eingesetzt wurde Steinkohle aus Südafrika und Australien.
Bereits 2023 lieferte das Kraftwerk kaum noch Strom, da die Produktion wegen der Normalisierung der Energiepreise nicht wirtschaftlich war. Endgültig außer Betrieb ging es Ende März 2024.

### Abriss
Am 26. Oktober 2024 wurden zwei 60 Meter hohe Asche-Silos gesprengt. Die Sprengung des 130 Meter hohen Kühlturms erfolgte am 12. April 2025. Der 250 Meter hohe Schornstein soll noch 2025 gesprengt werden und das Kohlekraftwerk soll bis 2027 vollständig abgerissen sein.